# Sümber, Töv
Sümber (tiếng Mông Cổ: Сүмбэр) là một sum của tỉnh Töv ở Mông Cổ. Vào năm 2007, dân số của sum là 1.646 người.

## Địa lý
Sum có diện tích khoảng 360 km2. Trung tâm sum, Jargalant, nằm cách tỉnh lỵ Zuunmod 200 km và thủ đô Ulaanbaatar 160 km.

### Khí hậu
Sümber có nhiệt độ trung bình hàng năm trong khu vực là 2 °C. Tháng ấm nhất là tháng 7, khi nhiệt độ trung bình là 23 °C và lạnh nhất là tháng 1, với −22 °C. Lượng mưa trung bình hàng năm là 461 mm. Tháng ẩm ướt nhất là tháng 8, với lượng mưa trung bình là 107 mm, và khô nhất là tháng 2, với 2 mm.

## Kinh tế
Sum có một trường học, bệnh viện, khu dịch vụ, xưởng và nhà nghỉ.